# Buenos chicos
Buenos chicos es una telenovela argentina producida por Pol-ka para El Trece. La trama gira en torno a un grupo de amigos jóvenes de clase media alta que se ven involucrados en un acto delictivo que transformará sus vidas para siempre. Está protagonizada por Jerónimo Bosia, Gina Mastronicola, Tomás Kirzner, Santiago Achaga, Ornella D'Elia, Lautaro Rodríguez, Rocío Hernández, Carolina Unrein, Agustina Tremari y Francisco Vázquez.
La ficción también está coprotagonizada por un elenco adulto compuesto por Luis Machín, Luciano Cáceres, Juan Palomino, Romina Gaetani, Gabriela Toscano, Marita Ballesteros, Brenda Gandini, Fernanda Metilli, Pablo Mónaco y antagonizada por Joaquín Ferreira.
Buenos chicos se estrenó el 11 de septiembre de 2023. El capítulo final se emitió el 4 de marzo de 2024 y midió 6.1 puntos de rating, quedando como el segundo programa más visto en su franja horaria.

## Sinopsis
La telenovela cuenta la historia de un grupo de amigos jóvenes de clase media alta que, en un gesto por ayudar a una amiga que sufre un intento de abuso sexual, se verán accidentalmente involucrados con una persona que los extorsionará llevándolos a situaciones límites, que se irán complicando cada vez más con el paso del tiempo transformándose indirectamente en una banda delictiva buscada por la policía.

## Elenco

### Protagónico juvenil
- Jerónimo Bosia como Diego «Dogo» Kavanagh
- Gina Mastronicola como Camila Forte
- Tomás Kirzner como Ezequiel «Zeta» Grenón
- Santiago Achaga como Eduardo «Chino» Lucero
- Ornella D'Elia como Bruna Lucero
- Lautaro Rodríguez como Giovanni Burgos
- Rocío Hernández como Mora Rossi
- Carolina Unrein como Eme Córdoba
- Agustina Tremari como Ángeles «Angie» Paz
- Francisco Vázquez como Yonathan «Yoni» Córdoba

### Protagónico adulto
- Luis Machín como Lorenzo Cardone
- Luciano Cáceres como Juan Paz
- Juan Palomino como Mario Córdoba
- Romina Gaetani como Viviana Forte
- Gabriela Toscano como Eugenia Grenón
- Marita Ballesteros como Inés Córdoba
- Joaquín Ferreira como Abel Guzmán
- Brenda Gandini como María José «Majo» Iribarren
- Pablo Mónaco como Samuel Kavanagh
- Fernanda Metilli como Dora Funes
- Agustín Sierra como Pedro Zambrano

### Participaciones especiales
- Santiago Ramundo como Juan Pablo Trevisán
- Mucio Manchini como Eduardo Lucero
- Francisco Bereny como Garibotti
- Natalia Cociuffo como Cecilia
- Gonzalo Suárez como Márquez
- Jazmín Falak como Noelia Durán
- Teo D'Elía como Julián Cardone
- Mora Peretti como Martina Cardone
- Juan Nemirovsky como Carlos Juárez
- Matías Apóstolo como Carlos Oviedo
- Diego Mesaglio como Rafael «Chirola» González
- Facundo Arana como Rocco Guzmán
- Daniel Dibiase como Álvaro Zambrano
- Edward Nutkiewicz como Tata Guzmán
- Fiorella Bottaioli como Candela
- Micaela Riera como Mía Vélez
- Olivia Nuss como Eliana
- Miguel Ángel Rodríguez como Santiago Vargas
- Alejo Ortiz como Salgado
- Federico Salles como Rodrigo Puente
- Juan Colucho como Joaquín Esmeralda
- Aarón Palomino como Adolfo «Fito» Jiménez
- Santiago Saranite como Federico Basile
- Agustín Sosa como Walter
- Juan Sebastián Cruz como Mono
- Emiliano Carrazzone como Charly
- Alejandro Viola como Polo Zulú
- Ignacio Sureda como Gustavo
- Antonia Bengoechea como Soledad
- Ignacio Quesada como Julián
- Chloé Bello como Javiera de Lacroix
- Esteban Pérez como Tadeo Iribarren
- Imanol Rodríguez como Tincho
- Gastón Vietto como Nicolás
- Gabo Correa como Ricci
- Mario Moscoso como Ministro
- Julia Tozzi como Catalina Toloza
- Viviana Saccone como Fiscal Quiroga

}}

## Episodios
| N.º | Título                                                      | Fecha de emisión original | Rating (puntos) |
| --- | ----------------------------------------------------------- | ------------------------- | --------------- |
| 1   | «El principio de todo»                                      | 11 de septiembre de 2023  | 9.1             |
| 2   | «Amenazados y acorralados»                                  | 12 de septiembre de 2023  | 8.6             |
| 3   | «Sin opción, sus vidas en peligro»                          | 13 de septiembre de 2023  | 8.3             |
| 4   | «La tragedia de Zeta se convierte en algo familiar»         | 14 de septiembre de 2023  | 8.6             |
| 5   | «Atados al peligro para siempre»                            | 15 de septiembre de 2023  | 6.4             |
| 6   | «Quieren recuperar sus vidas»                               | 18 de septiembre de 2023  | 8.0             |
| 7   | «Desesperados, un error les puede costar la vida»           | 19 de septiembre de 2023  | 6.2             |
| 8   | «Sin escapatoria, siguen presos de sus decisiones»          | 20 de septiembre de 2023  | 7.8             |
| 9   | «Guzmán siempre estará un paso adelante»                    | 21 de septiembre de 2023  | 6.6             |
| 10  | «Los chicos buscan una salida»                              | 22 de septiembre de 2023  | 5.8             |
| 11  | «La situación se les escapa de las manos»                   | 25 de septiembre de 2023  | 6.0             |
| 12  | «La lealtad hacia Guzmán en jaque»                          | 26 de septiembre de 2023  | 7.3             |
| 13  | «El plan de los hermanos Guzmán»                            | 27 de septiembre de 2023  | 6.8             |
| 14  | «Bruna, la nueva integrante de la banda»                    | 28 de septiembre de 2023  | 4.5             |
| 15  | «Guzmán le revela la verdad a los chicos»                   | 2 de octubre de 2023      | 5.8             |
| 16  | «Yoni y Giovanni en graves problemas»                       | 3 de octubre de 2023      | 6.1             |
| 17  | «Un padre dispuesto a todo para ayudar a su hijo»           | 4 de octubre de 2023      | 6.8             |
| 18  | «Entre la espada y la pared»                                | 5 de octubre de 2023      | 4.3             |
| 19  | «Zeta aceptó hacer el trabajo sucio de Guzmán»              | 6 de octubre de 2023      | 4.3             |
| 20  | «El último trabajo para Guzmán está en marcha»              | 9 de octubre de 2023      | 4.2             |
| 21  | «Ya no hay vuelta atrás»                                    | 10 de octubre de 2023     | 5.5             |
| 22  | «Hora de corregir errores»                                  | 11 de octubre de 2023     | 5.5             |
| 23  | «El plan de Giovanni puede complicar más las cosas»         | 12 de octubre de 2023     | 4.8             |
| 24  | «Chino, Zeta y Giovanni atan cabos sueltos»                 | 13 de octubre de 2023     | 4.5             |
| 25  | «Mario y Eugenia cerca de descubrir la verdad»              | 16 de octubre de 2023     | 5.2             |
| 26  | «Una búsqueda que los puede perjudicar»                     | 17 de octubre de 2023     | 3.4             |
| 27  | «¿Buscan problemas o los problemas los buscan?»             | 18 de octubre de 2023     | 6.1             |
| 28  | «Llegó un nuevo inspector ¿Complicará más a los chicos?»    | 19 de octubre de 2023     | 4.7             |
| 29  | «Acorralados buscan una salida»                             | 20 de octubre de 2023     | 4.8             |
| 30  | «Zeta, Chino y Giovanni en la mira del inspector Vargas»    | 23 de octubre de 2023     | 5.2             |
| 31  | «Cooperan o van presos»                                     | 24 de octubre de 2023     | 5.1             |
| 32  | «Una propuesta que no pueden rechazar»                      | 25 de octubre de 2023     | 5.1             |
| 33  | «El plan de Vargas pone en riesgo a Eugenia y Zeta»         | 26 de octubre de 2023     | 4.8             |
| 34  | «Vargas le asigna a los chicos un trabajo descabellado»     | 27 de octubre de 2023     | 5.0             |
| 35  | «Familia, trabajo y amor en una misma reunión»              | 30 de octubre de 2023     | 5.0             |
| 36  | «Giovanni hace justicia para Eme»                           | 31 de octubre de 2023     | 5.6             |
| 37  | «Vargas presentó al nuevo integrante de la banda, Fito»     | 1 de noviembre de 2023    | 5.6             |
| 38  | «El plan de Vargas se puso en marcha»                       | 2 de noviembre de 2023    | 5.4             |
| 39  | «El robo al banco fue un éxito»                             | 3 de noviembre de 2023    | 6.5             |
| 40  | «Angie se sinceró con su papá»                              | 6 de noviembre de 2023    | 5.6             |
| 41  | «Dogo y la banda lograron ser propietarios de la casa»      | 7 de noviembre de 2023    | 5.6             |
| 42  | «Sin opción, Giovanni ayudó a Salgado a robar la plata»     | 8 de noviembre de 2023    | 4.8             |
| 43  | «Vargas y la banda arriesgan todo para salvar a Giovanni»   | 9 de noviembre de 2023    | 5.0             |
| 44  | «Se divide el camino de la banda»                           | 10 de noviembre de 2023   | 5.1             |
| 45  | «El descargo de Zeta puede complicarlos»                    | 13 de noviembre de 2023   | 4.7             |
| 46  | «La vida de Vargas en la cuerda floja»                      | 14 de noviembre de 2023   | 5.1             |
| 47  | «¿La muerte de Vargas tendrá terribles consecuencias?»      | 15 de noviembre de 2023   | 5.2             |
| 48  | «Por venganza, Tata Guzmán secuestra a Chino»               | 16 de noviembre de 2023   | 4.3             |
| 49  | «A salvo pero en deuda»                                     | 17 de noviembre de 2023   | 5.3             |
| 50  | «Todo acto tiene consecuencias y Zeta no será la excepción» | 20 de noviembre de 2023   | 5.4             |
| 51  | «¿Felices para siempre?»                                    | 21 de noviembre de 2023   | 2.8             |
| 52  | «Un plan improvisado tiene un trágico desenlace»            | 22 de noviembre de 2023   | 4.7             |
| 53  | «Dos pájaros de un tiro»                                    | 23 de noviembre de 2023   | 5.1             |
| 54  | «El plan de Mía es todo un éxito»                           | 24 de noviembre de 2023   | 5.8             |
| 55  | «Dispuestos a todo»                                         | 27 de noviembre de 2023   | 4.5             |
| 56  | «La víctima se convierte en cómplice»                       | 28 de noviembre de 2023   | 5.3             |
| 57  | «Deuda saldada»                                             | 29 de noviembre de 2023   | 5.5             |
| 58  | «El cuento de hadas llegó a su fin»                         | 30 de noviembre de 2023   | 5.4             |
| 59  | «Angie atravesada por sus malas compañías»                  | 1 de diciembre de 2023    | 5.4             |
| 60  | «Una propuesta difícil de aceptar»                          | 4 de diciembre de 2023    | 5.3             |
| 61  | «Búsqueda del tesoro»                                       | 5 de diciembre de 2023    | 5.0             |
| 62  | «El plan para robar la caja fuerte en marcha»               | 6 de diciembre de 2023    | 5.0             |
| 63  | «Una difícil tarea»                                         | 7 de diciembre de 2023    | 4.4             |
| 64  | «Zeta se la juega por la banda»                             | 8 de diciembre de 2023    | 4.4             |
| 65  | «Se metieron con las personas equivocadas»                  | 11 de diciembre de 2023   | 4.2             |
| 66  | «Polo y Giovanni tienen un plan para rescatar a Bruna»      | 12 de diciembre de 2023   | 4.4             |
| 67  | «¿En qué está metido Lorenzo?»                              | 13 de diciembre de 2023   | 4.3             |
| 68  | «Martina paga los errores de su padre»                      | 14 de diciembre de 2023   | 4.2             |
| 69  | «La mentira tiene patas cortas»                             | 15 de diciembre de 2023   | 5.1             |
| 70  | «El último adiós»                                           | 18 de diciembre de 2023   | 3.2             |
| 71  | «Zeta descubre una inquietante verdad»                      | 19 de diciembre de 2023   | 3.9             |
| 72  | «Secretos que salen a la luz»                               | 20 de diciembre de 2023   | 3.9             |
| 73  | «¿El fin de la banda?»                                      | 21 de diciembre de 2023   | 3.9             |
| 74  | «Un hijo decidido a desenmascarar a su padre»               | 22 de diciembre de 2023   | 4.4             |
| 75  | «Mario y Eugenia descubren la verdad sobre Lorenzo»         | 25 de diciembre de 2023   | —               |
| 76  | «Una investigación que puede comprometerlos»                | 26 de diciembre de 2023   | —               |
| 77  | «¿Una amistad que se rompe para siempre?»                   | 27 de diciembre de 2023   | 3.6             |
| 78  | «Dogo desató su furia contra Chino»                         | 28 de diciembre de 2023   | —               |
| 79  | «Una disputa familiar que no tiene fin»                     | 29 de diciembre de 2023   | 4.7             |
| 80  | «El juez Cardone, detenido por la policía»                  | 1 de enero de 2024        | 3.4             |
| 81  | «Camila se la juega por Chino»                              | 2 de enero de 2024        | —               |
| 82  | «Cegado por la ira»                                         | 3 de enero de 2024        | 4.5             |
| 83  | «A veces el amor no es suficiente»                          | 4 de enero de 2024        | 4.0             |
| 84  | «Malas noticias sacuden a la banda»                         | 5 de enero de 2024        | —               |
| 85  | «Una búsqueda desesperada»                                  | 8 de enero de 2024        | 4.7             |
| 86  | «Por Camila, la banda vuelve a la acción»                   | 9 de enero de 2024        | —               |
| 87  | «Para la banda, nada es gratis»                             | 10 de enero de 2024       | 4.3             |
| 88  | «Juan Pablo, muy cerca de la verdad»                        | 11 de enero de 2024       | 4.7             |
| 89  | «Un enojo personal les puede costar la libertad»            | 12 de enero de 2024       | 4.8             |
| 90  | «Un accidente los puede salvar»                             | 15 de enero de 2024       | 4.8             |
| 91  | «La amistad es más fuerte»                                  | 16 de enero de 2024       | 4.3             |
| 92  | «Mora se ensucia las manos para salvar a la banda»          | 17 de enero de 2024       | 4.3             |
| 93  | «¿El nuevo trabajo los puede perjudicar?»                   | 18 de enero de 2024       | 4.4             |
| 94  | «Un descubrimiento que los compromete»                      | 19 de enero de 2024       | 4.4             |
| 95  | «Los chicos idean un plan para detener a Juan Pablo»        | 22 de enero de 2024       | 4.7             |
| 96  | «Libres de Juan Pablo, pero ¿A qué precio?»                 | 23 de enero de 2024       | 4.5             |
| 97  | «Viejas heridas que se abren»                               | 24 de enero de 2024       | 4.5             |
| 98  | «No hay lugar para la gente sin códigos»                    | 25 de enero de 2024       | 4.1             |
| 99  | «Justicia por mano propia»                                  | 26 de enero de 2024       | 4.3             |
| 100 | «Zeta amenaza a Pedro para salvar a la banda»               | 29 de enero de 2024       | 4.5             |
| 101 | «Acorralados por la policía ¿Lograrán escapar?»             | 30 de enero de 2024       | 4.9             |
| 102 | «Un enemigo anónimo los acecha»                             | 31 de enero de 2024       | 5.1             |
| 103 | «¿El fin del amor?»                                         | 1 de febrero de 2024      | 4.6             |
| 104 | «Rocco comienza su venganza»                                | 2 de febrero de 2024      | 4.9             |
| 105 | «Sembrando miedo»                                           | 5 de febrero de 2024      | 4.7             |
| 106 | «Nadie está a salvo con Rocco cerca»                        | 6 de febrero de 2024      | 4.7             |
| 107 | «Contra las cuerdas»                                        | 7 de febrero de 2024      | 4.8             |
| 108 | «Chino hará lo necesario para salvar a la banda»            | 8 de febrero de 2024      | 4.8             |
| 109 | «Priorizando la amistad»                                    | 9 de febrero de 2024      | 4.6             |
| 110 | «Enceguecido buscando venganza»                             | 12 de febrero de 2024     | 4.1             |
| 111 | «Pesadillas que se vuelven realidad»                        | 13 de febrero de 2024     | 4.3             |
| 112 | «Ladrón que roba a ladrón tiene 100 años de perdón»         | 14 de febrero de 2024     | 4.2             |
| 113 | «El silencio tiene un precio»                               | 15 de febrero de 2024     | 4.9             |
| 114 | «Un plan muy arriesgado»                                    | 16 de febrero de 2024     | 4.7             |
| 115 | «El último golpe»                                           | 19 de febrero de 2024     | 4.4             |
| 116 | «Una sospecha los pone en jaque»                            | 20 de febrero de 2024     | 5.3             |
| 117 | «Para salvarlos ¿Qué estarían dispuestos a hacer?»          | 21 de febrero de 2024     | 4.8             |
| 118 | «Una verdad difícil de asimilar»                            | 22 de febrero de 2024     | 4.7             |
| 119 | «Hora de dar explicaciones»                                 | 23 de febrero de 2024     | 5.6             |
| 120 | «¿Pagarán las consecuencias por sus delitos?»               | 26 de febrero de 2024     | 6.0             |
| 121 | «Una tragedia sacude a la banda»                            | 27 de febrero de 2024     | 5.0             |
| 122 | «Un funeral con intenciones ocultas»                        | 28 de febrero de 2024     | 5.4             |
| 123 | «La decisión de Zeta puede perjudicar a los chicos»         | 29 de febrero de 2024     | 5.1             |
| 124 | «Sin alternativa»                                           | 1 de marzo de 2024        | 5.1             |
| 125 | «De los errores se aprende»                                 | 4 de marzo de 2024        | 6.1             |

## Producción
En diciembre del 2022, se anunció que Pol-ka había comenzado el desarrollo de una nueva telenovela titulada Buenos chicos, la cual sería la sucesora de la segunda temporada de Argentina, tierra de amor y venganza. En enero del 2023, la productora recibió luz verde para el proyecto, comenzando con la etapa de preproducción y la realización del casting para la búsqueda de actores jóvenes. Al mes siguiente, se informó que la telenovela tenía planeado su estreno para el segundo semestre del año 2023. El 26 de abril de ese año, se confirmó la lista oficial de los actores que conformarían el elenco principal siendo liderados por Jerónimo Bosia, Ornella D'Elia, Tomás Kirzner, Santiago Achaga, Gina Mastronicola, Rocío Hernández, Lautaro Rodríguez, Agustina Tremari, Carolina Unrein y Francisco Vázquez.
Las grabaciones comenzaron el 2 de mayo de 2023 en los estudios ubicado en Don Torcuato. La escritura del guion estuvo bajo la responsabilidad de Claudio Lacelli y Willy Van Broock. Poco después, se informó que los capítulos estarían dirigidos por Gustavo Luppi y Alejandro Ibáñez. Luego de cuatro meses de grabación, el canal confirmó que la fecha de estreno sería  el 11 de septiembre de 2023.
El 24 de octubre de 2023 se anunció que la ficción terminaría sus grabaciones a fines de noviembre. El 30 de noviembre de ese año, Claudio Lacelli, guionista de la telenovela reveló a través de su cuenta de X que la ficción estaba compuesta por 125 capítulos.

## Recepción

### Audiencia
Buenos chicos salió al aire luego de la emisión del noticiero Telenoche que le dejó un piso de 8.8 puntos de rating. Durante su primera emisión, la tira no superó a la competencia directa de Telefe, quedando por debajo de 2.6 puntos de audiencia contra Telefe noticias, sin embargo, la tira logró, según IBOPE, promediar 9.1 puntos de rating teniendo por momentos picos de 10.7 puntos, lo que la posicionó como el programa más visto del canal y el quinto programa en general del día lunes.

### Comentarios de la crítica
En una reseña para el periódico Clarín, Silvina Lamazares escribió que la telenovela no se parece para nada a otros productos de Pol-ka o a las tiras de Cris Morena, sino que sale del costumbrismo habitual sobre la trama de historias adolescentes y que la historia está muy bien sostenida por el elenco adulto, donde sobresale Gabriela Toscano, quien demostró que con su interpretación «los años y la trayectoria no son en vano», mientras que del elenco joven destacan Carolina Unrein y Santiago Achaga que se perfilan como «talentos interesantes, cuyas herramientas, algunas necesitarán pulirse más que otras, han quedado a la vista en este debut de buena factura audiovisual».
Por otra parte, Martín Fernández Cruz del diario La Nación describió que lo mejor de Buenos chicos fue la primera escena, la cual «cumple su objetivo, porque se revela como una secuencia ágil, que alcanza para enganchar al televidente». Otro punto que resaltó fue la escena del intento de abuso sexual, con la cual la telenovela llega a «uno de los puntos más altos del episodio, ya que profundiza en la dinámica interna de ese grupo». Marina Calabró de Lanata sin filtro elogió varios aspectos de la telenovela como «la intriga que genera el piloto, la musicalización y el ritmo de la historia» y que «el elenco joven es muy parejo, están todos en el mismo registro», sin embargo, cuestionó la credibilidad de la trama y la presencia de personajes estereotipados.

## Premios y nominaciones
| Lista de premios y nominaciones | Lista de premios y nominaciones | Lista de premios y nominaciones      | Lista de premios y nominaciones                  | Lista de premios y nominaciones | Lista de premios y nominaciones |
| Año                             | Organización                    | Categoría                            | Nominado/a(s)                                    | Resultado                       | Ref(s)                          |
| ------------------------------- | ------------------------------- | ------------------------------------ | ------------------------------------------------ | ------------------------------- | ------------------------------- |
| 2024                            | Premios Martín Fierro           | Mejor ficción                        | Buenos chicos                                    | Nominada                        | [ 142 ] [ 143 ]                 |
| 2024                            | Premios Martín Fierro           | Mejor actriz protagonista de ficción | Romina Gaetani                                   | Ganadora                        | [ 142 ] [ 143 ]                 |
| 2024                            | Premios Martín Fierro           | Mejor actor de reparto               | Facundo Arana                                    | Nominado                        | [ 142 ] [ 143 ]                 |
| 2024                            | Premios Martín Fierro           | Mejor actor de reparto               | Luciano Cáceres                                  | Ganador                         | [ 142 ] [ 143 ]                 |
| 2024                            | Premios Martín Fierro           | Mejor actor de reparto               | Luis Machín                                      | Nominado                        | [ 142 ] [ 143 ]                 |
| 2024                            | Premios Martín Fierro           | Mejor artista revelación             | Rocío Hernández                                  | Nominada                        | [ 142 ] [ 143 ]                 |
| 2024                            | Premios Martín Fierro           | Mejor autor o guionista              | Claudio Lacelli, Willy Van Broock y Vicky Crespo | Nominados                       | [ 142 ] [ 143 ]                 |
| 2024                            | Premios Martín Fierro           | Mejor dirección en ficción           | Gustavo Luppi y Alejandro Ibañez                 | Ganadores                       | [ 142 ] [ 143 ]                 |
| 2024                            | Premios Argentores              | Mejor telenovela                     | Buenos chicos                                    | Ganador                         | [ 144 ]                         |
| 2024                            | Premios Martín Fierro Latino    | Mejor ficción                        | Buenos chicos                                    | Nominado                        | [ 145 ]                         |